# Хекет
Хекет е египетска богиня на раждането и плодородието често свързвана с Хатор, жена с глава на жаба или която на главата има жаба. Можела също да се превръща в жаба. Тя е женската версия на Хнум и негова съпруга. Олицетворявана е като жаба, тъй като за египтяните жабата е символ на плодородието, свързан с ежегодното наводнение на река Нил.

## Митове
| H | q · t | I7 |

| H | q · t | I7 |

В мита за Озирис именно Хекет вдъхнала живот в новото тяло на Хор при раждането му, тъй като тя е също богиня на последните моменти от раждането. Тъй като раждането на Хор става все по-тясно свързано с възкресението на Озирис също и ролята на Хекет става все по-тясно свързана с възкресението на Озирис.